# Tarnowo (powiat goleniowski)
Tarnowo (niem. Grossenhagen) – osada sołecka w Polsce, położona w województwie zachodniopomorskim, w powiecie goleniowskim, w gminie Maszewo.
We wsi znajduje się kościół rzymskokatolicki pw. św. Rodziny zbudowany z kamiennych ciosów.
W latach 1975–1998 miejscowość należała administracyjnie do województwa szczecińskiego.